# Uncinocythere simondsi
Uncinocythere simondsi är en kräftdjursart som först beskrevs av Hobbs och Walton 1960.  Uncinocythere simondsi ingår i släktet Uncinocythere och familjen Entocytheridae. Inga underarter finns listade i Catalogue of Life.